# Великденско яйце (виртуално)
В компютърните програми и медиите под великденско яйце (на английски: Easter egg) се разбира преднамерено включена вътрешна шега, скрито послание или тайна възможност в дадено произведение.
Великденските яйца обикновено се вграждат в компютърни програми, видеоигри или в екраните с менюта на DVD/Blu-ray дискове. Името е избрано заради асоциацията с традиционно търсене на великденски яйца. Изразът е използван за пръв път за описание на скрито съобщение във видеоиграта Advendure на Атари, което подканва играчите да търсят следващи скрити съобщения в по-късните игри като един вид „търсене на великденски яйца“.